# Liste der Kulturdenkmale in Elsterheide

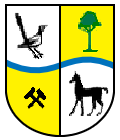
Wappen von Elsterheide

In der Liste der Kulturdenkmale in Elsterheide sind die Kulturdenkmale der sächsischen Gemeinde Elsterheide verzeichnet, die bis September 2024 vom Landesamt für Denkmalpflege Sachsen erfasst wurden (ohne archäologische Kulturdenkmale). Die Anmerkungen sind zu beachten.
Diese Liste ist eine Teilliste der Liste der Kulturdenkmale im Landkreis Bautzen.

## Bluno
| Bild                                    | Bezeichnung                                                    | Lage                                                      | Datierung                 | Beschreibung | ID       |
| --------------------------------------- | -------------------------------------------------------------- | --------------------------------------------------------- | ------------------------- | --- | -------- |
| Direkt Bild zu diesem Denkmal hochladen | Grenzstein                                                     | (Gemarkung Groß Partwitz, Flur 3, Flurstück 46/9) (Karte) | Bezeichnet mit 1752       | Markierte die Grenze zwischen Brandenburg und Sachsen, landesgeschichtlich von Bedeutung | 09222857 |
| Weitere Bilder                          | Evangelische Pfarrkirche und Eingangstor zum Kirchhof          | Dorfaue (Karte)                                           | Bezeichnet mit 1673       | Fachwerkkirche, Saalkirche mit 3/8-Schluss, Satteldach und verbrettertem Westturm, baugeschichtlich, ortsgeschichtlich und ortsbildprägend von Bedeutung. Massiver Sockel, dreiriegeliges Leiternfachwerk mit Kopfstreben; zweigeschossiger, verbretterter Fachwerkturm mit schiefergedecktem Helm, Saal mit abgewalmtem Satteldach mit Biberschwanz-Kronendeckung, Bleiglasfenster am Chor; Eingangstor: Holzkonstruktion, mit Satteldach in Biberschwanz-Deckung. Reizvolle Saalkirche von 1673, restauriert 1956. Der Fachwerkbau mit 3/8-Schluss und Satteldach. Quadratischer, verbretterter, zweigeschossiger Westturm mit oktogonalem Glockengeschoss. Im Inneren flache Holzdecke auf zwei hölzernen Mittelstützen. Die eingeschossigen Emporen an drei Seiten, an der Südseite bis zum Chorpolygon vorgezogen. Ausstattung aus der Erbauungszeit: einfacher Kanzelaltar, zwischen Halbsäulen der polygonale Kanzelkorb mit Kreuzigungsdarstellung. Oktogonale Taufe, aus Holz mit Ecksäulchen auf einem Säulenschaft, Schriftkartuschen und Beschlagwerkdekor. Qualitätvolle, gefasste Holzplastik einer stehenden Madonna, um 1420/30. Reizvolle Gruppe einer Marienbekrönung, Holz, Anfang 16. Jahrhundert. | 08990004 |
| Weitere Bilder                          | Kriegerdenkmal für die Gefallenen des Zweiten Weltkrieges      | Dorfaue (Karte)                                           | Nach 1945                 | Ortsgeschichtlich von Bedeutung, Granitgrabstein mit geschliffener Oberfläche | 08990003 |
| Weitere Bilder                          | Kriegerdenkmal für die Gefallenen des Ersten Weltkrieges       | Dorfaue (Karte)                                           | Nach 1918                 | Ortsgeschichtlich von Bedeutung, um eine Stufe erhöhter, rustikaler Granitobelisk, mit einer Bekrönung aus eisernem Kreuz, ebenfalls aus Granit | 08990002 |
|                                         | Vierseithof mit Wohnstallhaus, Scheune und zwei Seitengebäuden | Kirchstraße 6 (Karte)                                     | 2. Hälfte 19. Jahrhundert | Weitgehend original erhaltene Zeugnisse ortstypischer Architektur, baugeschichtlich und ortsbildprägend von Bedeutung, alle Gebäude Massivbauten, Klinker, zum Teil verputzt, bisher behutsame Sanierungsmaßnahmen (neue hölzerne Tore u. a.), straßenseitiges Wohnhaus mit Hofdurchfahrt, über Garagenteil Laubengang | 08992410 |
|                                         | Bauernhaus mit Tordurchfahrt eines Vierseithofes               | Kirchstraße 14 (Karte)                                    | Um 1900                   | In regionaltypischer Backsteinbauweise mit aufwendigem Baudekor, baugeschichtlich von Bedeutung, zweigeschossig, massiv, Backstein zweifarbig, Gliederung durch Eckquaderungen, Fenster- und Türgewände, Gesimsband mit Weinlaubornament, Satteldach, aufgearbeitete Tür, Kastenfenster | 08990006 |
|                                         | Bauernhaus mit Tordurchfahrt eines Vierseithofes               | Kirchstraße 15 (Karte)                                    | Um 1930                   | In regionaltypischer Backsteinbauweise mit aufwendigem Baudekor, baugeschichtlich von Bedeutung, straßenbildprägende Lage. Eingeschossig mit Drempel, Backstein zweifarbig, Gliederungen, Fenster- und Türgewände sowie Eckquaderungen, Gesimsband mit Ornament, zentrales Dachhaus mit Eckquaderungen und Giebelornament, Satteldach Scheune mit Durchfahrt in Segmentbogenform, eingeschossig, Backstein, Satteldach mit Biberschwanz-Kronendeckung. Scheune gestrichen am 25. September 2001. | 08990005 |
| Weitere Bilder                          | Sowjetisches Ehrenmal                                          | Partwitzer Straße (Ecke Dorfaue) (Karte)                  | Nach 1945                 | Ortsgeschichtlich von Bedeutung. Zentral auf einem mit einer Platte belegten Feld erhebt sich ein Obelisk aus Sandstein mit kyrillischer Schrift, davor flankierend zwei pultartig aufgestellte Sandsteintafeln mit kyrillischen Schriften, davor zwei sandsteinerne Pflanzkübel. | 08990001 |

## Geierswalde
| Bild                                    | Bezeichnung | Lage                              | Datierung                                                                                 | Beschreibung | ID       |
| --------------------------------------- | --- | --------------------------------- | ----------------------------------------------------------------------------------------- | --- | -------- |
|                                         | Mord- und Sühnekreuz | Landstraße (beim Gasthof) (Karte) | 15.–17. Jahrhundert                                                                       | Ortsgeschichtlich von Bedeutung, Kreuz aus Granit, Seitenarme fehlen größtenteils, Schaft in der Mitte zerbrochen und mit Stahlband zusammengehalten | 08990035 |
|                                         | Stall eines Dreiseithofes | Landstraße 5 (Karte)              | 18. Jahrhundert                                                                           | Seltenheitswert wegen der ehemals regionaltypischen Blockbauweise, baugeschichtlich von Bedeutung, sehr desolat, niedriges Geschoss, zwei Stalleingänge, vorkragendes Gesims, steiles Dach in Biberschwanz-Kronendeckung; sollte unbedingt in ein Freilichtmuseum überführt werden | 08990033 |
| Direkt Bild zu diesem Denkmal hochladen | Feldscheune (ohne massiven Anbau) eines Vierseithofes                                                                                | Landstraße 12 (Karte)             | 19. Jahrhundert                                                                           | Ehemals regionaltypische Blockbauweise, baugeschichtlich von Bedeutung, eingeschossig, verbretterter Drempel, große Scheunentore, Satteldach, Giebel verbrettert | 08990036 |
| Direkt Bild zu diesem Denkmal hochladen | Scheune und Stall eines Vierseithofes                                                                                                | Landstraße 13 (Karte)             | 2. Hälfte 19. Jahrhundert                                                                 | Zwei der wenigen Gebäude in ursprünglich regionaltypischer Blockbauweise, baugeschichtlich und wirtschaftsgeschichtlich von Bedeutung. - Blockscheune: teilweise verplattet teilweise massiv ersetzt, auf massivem Sockel, Satteldach - Stall: teilweise massiv ersetzt, Satteldach Biberschwanz-Kronendeckung | 08990031 |
|                                         | Bauernhaus und winklige Scheune eines ehemaligen Vierseithofes                                                                       | Landstraße 14 (Karte)             | 2. Hälfte 19. Jahrhundert                                                                 | Regionaltypischer Backsteinbau mit Gurtgesims und Eckquaderung, eines der wenigen erhaltenen Beispiele im Ort, baugeschichtlich von Bedeutung. - Wohnhaus: zweigeschossig, Backstein, Gliederung durch Zierband, Putzfaschen, Eckquaderungen, Satteldach, Biberschwanz-Kronendeckung - Östliches (straßenseitiges) Seitengebäude: mit Durchfahrt, zweigeschossig, Backstein, Satteldach in Biberschwanz-Kronendeckung und südliches Seitengebäude; beide abgebrochen, Abbruch 2011 festgestellt | 08990032 |
| Direkt Bild zu diesem Denkmal hochladen | Scheune eines Vierseithofes | Landstraße 63 (Karte)             | 19. Jahrhundert                                                                           | In regionaltypischer Blockbauweise, baugeschichtlich von Bedeutung, eingeschossig, Blockbauweise, großes Scheunentor, neueres Holzschiebetor, steiles Satteldach in Biberschwanz-Kronendeckung, Giebel verbrettert | 08990034 |
|                                         | Wohnhaus eines Vierseithofes | Landstraße 68 (Karte)             | Um 1900, im Kern älter                                                                    | Fassade in gutem Originalzustand in regionaltypischer Backsteinbauweise, eines der wenigen erhaltenen Beispiele im Ort, baugeschichtlich von Bedeutung, eingeschossig, massiv, teilweise Stampflehm, teilweise Ziegelmauerwerk, Straßenseite mit zweifarbiger Klinkergestaltung, Längsseiten verputzt, Satteldach in Biberschwanz-Kronendeckung | 08990037 |
| Weitere Bilder                          | Evangelische Pfarrkirche, auf dem Kirchhof zwei Kriegerdenkmale für die Gefallenen des Ersten Weltkrieges und sowjetischer Grabstein | Scadoer Straße 1 (Karte)          | 15. Jahrhundert (Kirche); nach 1918 (Kriegerdenkmal 2); 1921 (Kriegerdenkmal 1 aus Scado) | Saalkirche, verputzter Feldsteinbau mit quadratischem Westturm, baugeschichtlich und ortsgeschichtlich von Bedeutung. - Kriegerdenkmal 1 (der durch Bergbau abgetragenen Gemeinde Scado): auf Backsteinstufe, zwei Stufen aus rotem Sandstein, Sockel mit Eckpforten, Stele mit Inschriften, Ehrenkranz, oberer Abschluss Kugel, auf der ein Adler sitzt - Kriegerdenkmal 2: Stele aus Granit auf Granitsockel, dunklere Inschriftentafel, Adler in Relief, Bekrönung durch „Eisernes Kreuz“ - Sowjetisches Grab: pultförmig aufgestellter Granitstein Schlichte Saalkirche aus dem 15. Jahrhundert, davon erhalten die kreuzgratgewölbte Sakristei an der Nordseite und der untere Teil des Westturms. 1678/79 umfassend barock erneuert. Verputzter Feldsteinbau mit 3/8-Schluss. Quadratischer Westturm mit oktogonalem Glockengeschoss und geschweifter Haube. Der reizvolle Innenraum mit flacher Holzdecke, die Ausstattung von 1678. Decke, Emporen und Gestühl mit Rankenmalerei. Altarretabel, 1697 von Hanns Tatzer aus Laubusch, in der Predella Gemälde mit Darstellung des Abendmahls, darüber gemalte Kreuzigung, an den Seiten gedrehte Säulen mit gemalten Lorbeerranken. Oktogonaler Kanzelkorb ebenfalls mit Ranken verziert. | 08990028 |

## Klein Partwitz
| Bild                                    | Bezeichnung | Lage                                   | Datierung                               | Beschreibung | ID       |
| --------------------------------------- | --- | -------------------------------------- | --------------------------------------- | --- | -------- |
|                                         | Feuerwehrhäuschen mit Schlauchmast                                                                                                   | Hauptstraße 46 (vor) (Karte)           | Um 1910                                 | Ortsgeschichtlich von Bedeutung, eingeschossig, Backsteine mit Holztor und Holztüre, farblich abgesetzte Bänder und Eckquaderung, Satteldach, Biberschwanz-Kronendeckung | 08990018 |
|                                         | Blockscheune, zu einem Vierseithof gehörig                                                                                           | Hauptstraße 50 (Karte)                 | Vor 1900                                | Regionaltypische Blockbauweise, baugeschichtlich von Bedeutung, eingeschossiger Blockkasten mit verbrettertem Drempel, rückwärtiger Teil zum Teil massiv ersetzt oder verbrettertes Fachwerk, Satteldach | 08990019 |
| Direkt Bild zu diesem Denkmal hochladen | Lindenallee und Friedenseiche | Lindenallee (Karte)                    | 1912                                    | Geschichtlich von Bedeutung | 09307458 |
|                                         | Wegestein mit drei Ecksteinen | Lindenallee (Ecke Hauptstraße) (Karte) | 19. Jahrhundert                         | Verkehrsgeschichtlich von Bedeutung, sich nach oben verjüngende Granitstele mit flachpyramidalem Abschluss auf einer dreieckigen Granitbank, mit gemalter Inschrift auf den Seitenflächen; drei abgerundete Ecksteine als Begrenzung für gärtnerisch gestaltete Einfassung des Wegsteines | 08990017 |
|                                         | Bauernhaus und straßenseitige Durchfahrtsscheune eines Dreiseithofes                                                                 | Lindenallee 3 (Karte)                  | Um 1880 (Bauernhaus); um 1900 (Scheune) | Regionaltypische Backsteinbauten, baugeschichtlich und straßenbildprägend von Bedeutung. - Wohnhaus: eingeschossig mit Drempel, Segmentbogenfenster und Verdachungen, Gesimsbänder, Satteldach in Biberschwanz-Kronendeckung, alte Fenster; schlechter baulicher Zustand - Angebautes Wirtschaftsgebäude: eingeschossig mit großer korbbogiger Durchfahrt, Satteldach in Biberschwanz-Kronendeckung, alte Fenster | 08990013 |
|                                         | Saalanbau des Gasthauses „Zum Anker“                                                                                                 | Lindenallee 5 (Karte)                  | Um 1910                                 | Putzbau mit geschweiftem Giebel und hohen Rundbogenfenstern, baugeschichtlich, ortsgeschichtlich und ortsbildprägend von Bedeutung, massiv, eingeschossig, Fassade verputzt, Lisenengliederung, Schweifgiebel, Relief eines doppelten Ankers, hohe Rundbogenfenster (erneuert) | 08990012 |
| Weitere Bilder                          | Blockscheune eines Vierseithofes | Lindenallee 7 (hinter) (Karte)         | Vor 1900                                | Regionaltypische Blockbauweise, baugeschichtlich von Bedeutung, eingeschossiger Blockkasten, verbretterter Drempel, verbretterte Giebel, Durchfahrt, ziegelgedecktes Satteldach, guter Erhaltungszustand | 08990014 |
|                                         | Bauernhaus, straßenseitige Durchfahrtscheune und Teil des ehemaligen Stalls eines Dreiseithofes                                      | Lindenallee 9 (Karte)                  | 2. Hälfte 19. Jahrhundert               | Heute Teil eines neu angegliederten Altenheims, in gutem Originalzustand in regionaltypischer Backsteinbauweise, Teil der alten Ortsstruktur, baugeschichtlich von Bedeutung. - Wohnhaus: eingeschossig, Backstein, aufgeputzte Eckquaderung, aufgeputztes Gesims, segmentbogige Fenster mit Blendbogensegmenten, Satteldach, Biberschwanz-Kronendeckung - Durchfahrtscheune: eingeschossig, Backstein, zwei große Durchfahrttore, segmentbogige Fenster mit profilierten Blendbogensegmenten, Eckquaderung, Satteldach, Biberschwanz-Kronendeckung - Stall: eingeschossig, Backstein mit kleinen Stallfenstern, abgewalmtes Satteldach und Biberschwanz-Kronendeckung | 08990011 |
| Weitere Bilder                          | Rückwärtige Scheune eines Vierseithofes                                                                                              | Lindenallee 11 (Karte)                 | Um 1900                                 | Regionaltypische Blockbauweise, baugeschichtlich und wirtschaftsgeschichtlich von Bedeutung, rechteckiger Grundriss, Blockkasten, verbretterter Drempel, verbretterte Giebel, Satteldach | 08990009 |
|                                         | Nordöstliches Bauernhaus und angebautes Seitengebäude über winkligem Grundriss mit straßenseitiger Tordurchfahrt eines Vierseithofes | Lindenallee 13 (Karte)                 | Bezeichnet mit 1887                     | Regionaltypische Backsteinbauten, Bestandteil der alten Ortsstruktur, baugeschichtlich und wirtschaftsgeschichtlich von Bedeutung. - Wohnhaus: massiv, zweigeschossig, Backstein, Segmentbogenfenster, originale Eingangstür mit bezeichnetem Granitgewände, deutsche Bänder, Giebel mit Rundbogenfenstern, Satteldach in Biberschwanz-Kronendeckung - Angebautes östliches Seitengebäude über winkligem Grundriss: eingeschossig mit Drempel, korbbogige Durchfahrt, Segmentbogenfenster, Satteldach in Biberschwanz-Kronendeckung, südlicher Stallteil eingeschossig, mit Drempel, Backstein, Satteldach mit Biberschwanz-Kronendeckung - Scheune: eingeschossig, Backstein, Segmentbogenfenster, Satteldach mit Dachhecht in Biberschwanz-Kronendeckung (nach Sanierung als Wohnhaus genutzt); kein Denkmal, gestrichen wegen geringen Authentizitätsgrades und veränderten äußeren Erscheinungsbildes, Streichung 2010 einvernehmlich mit Landratsamt/Unterer Denkmalschutzbehörde | 08990008 |
| Direkt Bild zu diesem Denkmal hochladen | Gehöft (Wohnhaus, Wohnstallhaus, Wirtschaftsgebäude, Scheune und Einfriedung)                                                        | Lindenallee 20 (Karte)                 | Letztes Viertel 19. Jahrhundert         | Anwesen gruppiert um Innenhof, Gehöft in seiner herkömmlichen Struktur erhalten, Bauten ebenfalls in bauzeitlicher Kubatur, hoher Authentizitätsgrad, dokumentarisches Zeugnis mit historischer Aussagefähigkeit und Erinnerungswert, baugeschichtliche und dorfbildprägende Bedeutung | 09307380 |

## Nardt
| Bild                                    | Bezeichnung | Lage                                      | Datierung                                                                              | Beschreibung | ID       |
| --------------------------------------- | --- | ----------------------------------------- | -------------------------------------------------------------------------------------- | --- | -------- |
| Direkt Bild zu diesem Denkmal hochladen | Wohnhaus über winkligem Grundriss mit Tordurchfahrt, westliches Seitengebäude und nördliche Scheune eines Vierseithofes | Altes Dorf 9 (Karte)                      | 1880                                                                                   | Regionaltypische Backsteinbauten mit markanten Gliederungselementen, baugeschichtlich und ortsbildprägend von Bedeutung | 08990063 |
| Direkt Bild zu diesem Denkmal hochladen | Wohnstallhaus mit seitlicher Toreinfahrt                                                                                | An den Linden 18 (Karte)                  | 2. Hälfte 19. Jahrhundert                                                              | Regionaltypischer Backsteinbau, baugeschichtlich von Bedeutung, eingeschossig, Segmentbogenfenster, Satteldach in Biberschwanz-Kronendeckung, alte Fenster, zum Teil Winterfenster; Hofmauer mit Toreinfahrt und Durchgang mit Segmentbogen, Abschluss mit Biberschwanz; Hof nicht zugänglich | 08990060 |
| Weitere Bilder                          | Wegestein | Bundesstraße (Karte)                      | 19. Jahrhundert                                                                        | Verkehrsgeschichtlich von Bedeutung | 08990064 |
| Weitere Bilder                          | Wegestein | Bundesstraße (Ecke an den Linden) (Karte) | 19. Jahrhundert                                                                        | Verkehrsgeschichtlich von Bedeutung, obeliskartige Granitstele, dreieckig und mit pyramidalem Abschluss, auf Sockel mit zwei abgefasten Ecken, schwarz ausgelegte und zum Teil verblasste Inschriften | 08990062 |
| Weitere Bilder                          | Denkmal für die Gefallenen des Ersten und Zweiten Weltkrieges                                                           | Bundesstraße (Karte)                      | Nach 1918; 1945                                                                        | Ortsgeschichtlich von Bedeutung, granitenes Denkmal aus zweiteiligem Sockel, sich nach oben verjüngende Stele mit schwarzer Inschrifttafel, rechts und links von zwei pultartig liegenden polierten Granittafeln flankiert, mit den Namen der Toten des Zweiten Weltkrieges | 08990061 |
| Direkt Bild zu diesem Denkmal hochladen | Scheune eines Dreiseithofes                                                                                             | Bundesstraße 18 (Karte)                   | Um 1890                                                                                | Regionaltypischer Backsteinbau, straßenbildprägend am Ortseingang, baugeschichtlich von Bedeutung, eingeschossig, Backstein mit Drempel, großer Durchfahrtbogen, Lüftungsschlitze, Giebel mit ornamental gesetzten Lüftungsöffnungen, Satteldach in original Biberschwanz-Kronendeckung, altes Holztor | 08990065 |
| Weitere Bilder                          | Elf Bunker entlang einer Straße, ein Einzelbunker, fünf Lagerhäuser sowie Mauer mit Wachtürmen                          | Bundesstraße 27 (Karte)                   | Um 1940 (Bunker); 1956/1958 (Einzelbunker); 1950er Jahre (Einfriedung und Lagerhäuser) | Bestandteil einer ursprünglichen Lageranlage der Polizei, erbaut durch Häftlinge der Schwarzen Pumpe, regionalgeschichtliche Bedeutung, eine der wenigen großflächigen noch erhaltenen Anlagen dieser Art in Sachsen. - Einzelbunker, sogenannter Atombunker: im Winkel gebauter Betonbaukörper mit großem zweiflügeligen Tor und Stahltür, mit drempelartigem Aufsatz mit Lüftungsschlitzen, turmartiger Aufbau; interessant und spannungsreich gegliederte Baumasse - 11 Bunker an einer Straße: - Bunker 1: links und rechts auf den Eingang zulaufende Betonstützmauern, Eingang mit Betonmauer und Stahltür, links und rechts auf dem Bunkererdhügel je ein gemauerter Schornstein mit Ziegelaufsatz und Abdeckplatte - Bunker 2: seitliche Stützmauern, Überdachung vor dem Eingang schafft Vorraum vor dem zweiflügeligen Tor, Schornsteine wie bei Bunker 1 - Bunker 3 bis 11: wie Bunker 2 - Bunker 11, innen: hinter der Eingangstür kleiner Vorraum, danach Stahltür mit Hintergitterung, Innenraum durch zwei quer verlaufende Betonträger mit Stützen in drei Raumabschnitte unterteilt, Raumgröße etwa 160 m² (laut Auskunft) - Drei Lagergebäude: eingeschossige Baukörper rot verputzt, Pultdach, im Dachbereich an der Vorderseite zahlreiche hölzerne Stützstreben zum Dach, dazwischen Fenster mit Glasbausteinen (zurückgesetzt), zwei symmetrisch angelegte zweiflügelige Stahltüren, in farblichem Kontrast zum roten Putz lindgrün gestrichen, vor dem Gebäude eine Rampe mit einer Ausfahrt - Zwei Lagergebäude: nahezu baugleich mit vorherigen Gebäuden, Fenster schließen hier plan mit der Wandfläche ab, drei symmetrisch angelegte Stahltore - Betonmauer (Signalzaun) um das gesamte Areal mit Türmen an exponierten Stellen; Mauer: Stützen mit U-förmigen Aussparungen an den Seiten, darin eingefügt Betonsegmentplatten, über die eigentliche Mauer hinaus kragen Stützen nach außen vor, dazwischen Stromleitungen - Turm am Haupteingang: zweigeschossiger Putzbau mit balkonartigem Umgang und Treppenaufgang, Obergeschoss nach allen Seiten durchfenstert - Sogenannter innerer Zaun noch zum Teil erhalten - Die ursprünglich zwischen Mauer und innerem Zaun angelegte Gleichstromanlage nicht mehr vorhanden | 08990081 |
| Direkt Bild zu diesem Denkmal hochladen | Drei Seitengebäude eines Vierseithofes                                                                                  | Thruneweg 4 (Karte)                       | Um 1890                                                                                | Intakte Hofstruktur, regionaltypische Backsteinbauten, im Aussehen original erhalten, baugeschichtlich und wirtschaftsgeschichtlich von Bedeutung, Wohnstallhaus, Scheune und zwei Seitengebäude: jeweils eingeschossig mit Drempel, Backstein, Durchfahrtstore mit alten Holztoren, Satteldächer in Biberschwanz-Kronendeckung, einziger erhaltener Vierseithof im Ort | 08990066 |
| Direkt Bild zu diesem Denkmal hochladen | Wohnhaus, ehemals Schule                                                                                                | Thruneweg 6 (Karte)                       | Um 1925                                                                                | Putzbau mit Walmdach und Uhrentürmchen, baugeschichtlich und ortsgeschichtlich von Bedeutung, zweigeschossiger Putzbau auf Backsteinsockel, Eingangsvorbau mit kräftig ausgebildeter Treppe, originales Portal, profiliertes Gesims, Fenster erneuert (nicht denkmalgerecht), Walmdach mit alten Gaupen mit Segmentgiebeln, Dachreiter mit Uhr und spitzem Helm | 08990067 |
| Weitere Bilder                          | Gräberfeld und Kriegsgräberstätte des ehemaligen Kriegsgefangenenlagers Elsterhorst (1939–1948)                         | Weinberg (Karte)                          | 1939–1948                                                                              | Regionalgeschichtliche Bedeutung, zu beiden Seiten der Straße geschaffene Rasenflächen mit jeweils mehreren Zeilen von Gräbern mit kleinen Granitkreuzen, außerdem verschiedene Einzelgräber, sowie elf Grabplatten mit Inschrift; Gedenkstein: „Wir gedenken der 15 Millionen Heimatvertriebenen aus Schlesien, Pommern, Danzig, Ost- und Westpreußen, Ost-Brandenburg, dem Sudetenland, den deutschen Siedlungsgebieten in Ost- und Südosteuropa, von denen ca. 25 Millionen bei der Vertreibung umkamen, von ihnen starben in den Jahren 1946–1947 im Lager Elsterhorst 606 Männer, Frauen und Kinder, wir ehren ihr Andenken und das der hier ebenfalls ruhenden Soldaten des Weltkrieges 1939–1945. Heimatgruppe und Zentralstelle Grafschaft Glatz/Schlesien e. V. Lüdenscheid“ | 08990059 |

## Neuwiese-Bergen
| Bild                                    | Bezeichnung                                                          | Lage                                     | Datierung                               | Beschreibung | ID       |
| --------------------------------------- | -------------------------------------------------------------------- | ---------------------------------------- | --------------------------------------- | --- | -------- |
| Direkt Bild zu diesem Denkmal hochladen | Brücke über die Schwarze Elster                                      | Alte Berliner Straße (Bergen) (Karte)    | Um 1930                                 | Verkehrshistorisch und bauhistorisch von Bedeutung, Stahlbetonbrücke auf zwei Pfeilern mit leicht geschwungener Brüstung aus Stahlbeton, Uferflanken ebenfalls aus Stahlbeton, Belag aus Granitpflaster | 08990054 |
| Direkt Bild zu diesem Denkmal hochladen | Parentationshalle auf dem Friedhof (ohne späteren Anbau)             | Alter Kirchweg (Bergen) (Karte)          | Vor 1900                                | Ortshistorisch von Bedeutung, eingeschossig, Backstein, spitzbogiges Portal und Fenster, Lisenengliederung, alte Fenster, kräftig ausgebildete Gesimszone, Satteldach in Biberschwanz-Kronendeckung | 08990053 |
| Weitere Bilder                          | Denkmal für die Gefallenen des Ersten Weltkrieges                    | Am Anger (Bergen) (Karte)                | Nach 1918                               | Ortshistorisch von Bedeutung, von Metallzaun mit Eisenketten eingefasster Bereich, Denkmal aus unregelmäßigen Granitsteinen, obeliskartiger Abschluss, Bekrönung mit „Eisernem Kreuz“, Inschrifttafel mit den Namen der Toten aus schwarzem, polierten Granit, Schrift golden ausgelegt | 08990040 |
|                                         | Bauernhaus, zwei Seitengebäude und Scheune und eines Vierseithofes   | Am Anger 2 (Bergen) (Karte)              | Letztes Viertel 19. Jahrhundert         | Teil der alten Ortsstruktur, im Aussehen weitgehend original erhalten, sozialgeschichtlich von Bedeutung. - Wohnhaus: zweigeschossig, Backstein, Segmentbogenfenster, deutsches Band, Giebel mit Rundbogenfenstern und Lünette, alte Schlagläden, Satteldach in Biberschwanz-Kronendeckung - Nebengebäude: eingeschossig mit Drempel, Backstein, Segmentbogenfenster, abgewalmtes Satteldach in neuer Biberschwanz-Deckung - Scheune: Backstein mit korbbogiger Durchfahrt; nicht zugänglich | 08990048 |
| Direkt Bild zu diesem Denkmal hochladen | Bauernhaus, Scheune und zwei Seitengebäude eines Vierseithofes       | Am Anger 4 (Bergen) (Karte)              | Vor 1900                                | Teil der alten Ortsstruktur, im Aussehen weitgehend original erhalten, sozialgeschichtlich von Bedeutung. - Wohnhaus: eineinhalbgeschossig, massiv, Backstein, große korbbogige Mitteldurchfahrt, ornamentale Anwendung der Backsteine durch Farbunterschiede, Gesimsband, einfache Fensterverdachungen, Satteldach in Biberschwanz-Kronendeckung; Zugang verweigert, Eigentümer will Fassade wärmedämmen und glätten sowie elektrische Torjalousien anbringen | 08990047 |
| Direkt Bild zu diesem Denkmal hochladen | Feldscheune eines Vierseithofes                                      | Am Anger 5 (Bergen) (Karte)              | Bezeichnet mit 1785 (in der Durchfahrt) | Ehemals regionaltypische Blockbauweise, baugeschichtlich von Bedeutung, Blockscheune, neueres Holztor, neuer Dachstuhl mit neuer Deckung | 08990046 |
|                                         | Wohnhaus, Scheune, Durchfahrt und Schuppen eines Vierseithofes       | Am Anger 6 (Bergen) (Karte)              | Vor 1900                                | Teil der alten Ortsstruktur, im Aussehen weitgehend original erhalten, baugeschichtlich und wirtschaftsgeschichtlich von Bedeutung. - Wohnhaus: zweigeschossig, massiv, Backstein, deutsches Band, Segmentbogenfenster, im Giebel zwei kleineRundbogenfenster mit alter Sprossung, Satteldach in Biberschwanz-Kronendeckung - Scheune: Durchfahrtsscheune, eingeschossig, Backstein, Biberschwanz-Kronendeckung, Satteldach - Durchfahrt: eingeschossig, massiv, Backstein, korbbogiges Tor, Satteldach in Biberschwanz-Kronendeckung - Schuppen: eingeschossig, massiv, Backstein, mit Satteldach                                      | 08990045 |
| Direkt Bild zu diesem Denkmal hochladen | Wohnhaus, zwei Seitengebäude und Scheune eines Vierseithofes         | Am Anger 11 (Bergen) (Karte)             | Vor 1900                                | Teil der alten Ortsstruktur, im Aussehen weitgehend original erhalten, baugeschichtlich und wirtschaftsgeschichtlich von Bedeutung. - Wohnhaus: zweigeschossig, massiv, Backstein, Durchgang und korbbogige Durchfahrt, deutsches Band, Segmentbogenfenster, Fenster erneuert, Eingangstor und Torblatt der Durchfahrt alt, Satteldach in Biberschwanz-Kronendeckung - Seitengebäude 1: eingeschossig mit verbrettertem Drempel - Seitengebäude 2: nicht einsehbar - Scheune: massiv, verputzt, Satteldach in Biberschwanz-Kronendeckung - Hof nicht zugänglich                                                                         | 08990044 |
| Direkt Bild zu diesem Denkmal hochladen | Bauernhaus, Wohnstallhaus, Scheune und Tormauer eines Dreiseithofes  | Am Anger 12 (Bergen) (Karte)             | 2. Hälfte 19. Jahrhundert               | Teil der alten Dorfstruktur, Aussehen weitgehend original erhalten, baugeschichtlich und wirtschaftsgeschichtlich von Bedeutung. - Wohnhaus: zweigeschossig, massiv, Backstein, deutsches Band, Segmentbogenfenster, im Giebel Rundbogenfenster mit Ziersprossung, Satteldach in Biberschwanz-Kronendeckung - Wohnstallhaus: eingeschossig mit Drempel, massiv, Backstein, deutsches Band, Segmentbogenfenster, Satteldach in Biberschwanz-Kronendeckung - Scheune: eingeschossig, massiv, Backstein, Tore teilweise vermauert, Satteldach - Mauer: Backstein, zwei Segmentbogeneingänge, Einfahrt durch pfeilerartige Bekrönung betont | 08990043 |
| Direkt Bild zu diesem Denkmal hochladen | Drei Seitengebäude eines Vierseithofes                               | Am Anger 13 (Bergen) (Karte)             | 2. Hälfte 19. Jahrhundert               | Teil der alten Ortsstruktur, im Aussehen weitgehend original erhalten, baugeschichtlich und wirtschaftsgeschichtlich von Bedeutung. - Straßenseite Seitengebäude: Backstein, zweigeschossig mit rundbogiger Durchfahrt, Segmentbogenfenster, teilweise in alter Sprossung, abgewalmtes Satteldach in Biberschwanz-Kronendeckung - Hof nicht zugänglich; Wohnhaus entstellend saniert, kein Denkmal | 08990042 |
| Direkt Bild zu diesem Denkmal hochladen | Feldscheune eines Vierseithofes                                      | Am Anger 43 (Bergen) (Karte)             | 1. Hälfte 19. Jahrhundert               | In ehemals regionaltypischer Blockbauweise, baugeschichtlich von Bedeutung, eingeschossig, Blockbauweise, erneuertes steiles Satteldach mit rekonstruierter Strohdachdeckung | 08990039 |
| Direkt Bild zu diesem Denkmal hochladen | Feldscheune eines Vierseithofes                                      | Am Anger 47 (Bergen) (Karte)             | 2. Hälfte 19. Jahrhundert               | Klinkerbauweise, baugeschichtlich und wirtschaftsgeschichtlich von Bedeutung, eingeschossig mit Drempel, Backstein, große korbbogenförmige Durchfahrten, Drempelbereich und Giebel mit ornamentalen Lüftungsöffnungen, Satteldach mit Biberschwanz-Deckung | 08990049 |
| Direkt Bild zu diesem Denkmal hochladen | Feldscheune eines Vierseithofes                                      | Am Anger 48 (Bergen) (Karte)             | 2. Hälfte 19. Jahrhundert               | Klinkerbauweise, baugeschichtlich und wirtschaftsgeschichtlich von Bedeutung, eingeschossig mit Drempel, Backstein, große korbbogenförmige Durchfahrten, Drempelbereich und Giebel mit ornamentalen Lüftungsöffnungen, Satteldach in Biberschwanz-Kronendeckung | 08990050 |
| Direkt Bild zu diesem Denkmal hochladen | Feldscheune eines Vierseithofes                                      | Am Anger 49 (Bergen) (Karte)             | 2. Hälfte 19. Jahrhundert               | Klinkerbauweise, baugeschichtlich und wirtschaftsgeschichtlich von Bedeutung, Backstein, zentrale korbbogige Durchfahrt, deutsches Band, Drempel und Giebel mit ornamentalen Lüftungsöffnungen, Satteldach in Biberschwanz-Kronendeckung | 08990051 |
|                                         | Kriegerdenkmal für die Gefallenen des Ersten und Zweiten Weltkrieges | Elstergrund (Neuwiese) (Karte)           | Nach 1918                               | Ortsgeschichtlich von Bedeutung, Denkmal aus Granit auf zwei Stufen und Sockel mit Inschrifttafel, darüber sich nach oben verjüngender Block mit appliziertem „Eisernen Kreuz“ und Eichenlaub | 08990056 |
| Direkt Bild zu diesem Denkmal hochladen | Seitengebäude mit Oberlaube eines Vierseithofes                      | Elstergrund 27 (Neuwiese) (Karte)        | Bezeichnet mit 1859                     | Im Ort singulär, baugeschichtlich von Bedeutung, zweigeschossig, Erdgeschoss massiv, zum Teil verändert, innen Gewölbe: böhmische Kappen, Obergeschoss Hofseite Oberlaube mit Kopfbändern, Rückseite Gefache mit Ziegeln ausgefacht, Satteldach (neu gedeckt) | 08990055 |
| Direkt Bild zu diesem Denkmal hochladen | Bauernhaus mit Hoftor und Hofmauer                                   | Elstergrund 45 (Neuwiese) (Karte)        | Um 1900                                 | Letztes im Aussehen original erhaltenes ortsbildprägendes Gebäude; baugeschichtlich von Bedeutung, zweigeschossig, Backstein, Segmentbogenfenster, deutsches Band, alte Fenster; großes straßenseitiges Hoftor; Seitengebäude abgebrochen; laut ALK-Daten besitzt dieses Gebäude die Nummer 45 | 08990057 |
|                                         | Bauernhaus eines Vierseithofes                                       | Klein Bergener Straße 6 (Bergen) (Karte) | Um 1900                                 | Im Aussehen original erhaltener ortstypischer Klinkerbau, baugeschichtlich von Bedeutung, eingeschossig mit Drempel, deutsches Band, Segmentbogenfenster, alte Fenster, Eingangstor zum Hof, Satteldach in Biberschwanz-Kronendeckung | 08990068 |
|                                         | Scheune                                                              | Neuwieser Straße 1 (Bergen) (Karte)      | 19. Jahrhundert                         | In ehemals regionaltypischer Blockbauweise mit Fachwerk, baugeschichtlich von Bedeutung, eingeschossig, Fachwerk, unterer Teil ausgeblockt, oberer Teil Fachwerk mit Lehmstaken ausgefacht, verbretterter Drempel, Satteldach in Biberschwanz-Kronendeckung, Durchfahrtscheune mit zwei großen Holztoren | 08990038 |
| Direkt Bild zu diesem Denkmal hochladen | Nebengebäude des ehemaligen Bahnhofs Bergen                          | Neuwieser Straße 10 (Bergen) (Karte)     | Um 1890                                 | Baugeschichtlich und ortsgeschichtlich von Bedeutung, kleines Gebäude aus Backstein im Schweizerstil, eineinhalbgeschossig, Drempel aus Zierfachwerk vorkragend, Bergetüre im Traufbereich, niedriger Anbau mit alter Entlüftungshaube aus Holz, Satteldach mit alter Eindeckung | 08990052 |

## Sabrodt
| Bild                                    | Bezeichnung                                                                          | Lage                                  | Datierung                                 | Beschreibung | ID       |
| --------------------------------------- | ------------------------------------------------------------------------------------ | ------------------------------------- | ----------------------------------------- | --- | -------- |
|                                         | Wegestein                                                                            | Alte Dorfstraße (Karte)               | 19. Jahrhundert                           | Verkehrsgeschichtlich von Bedeutung, etwa 160 cm hohe eckige Granitstele (dreieckig und mit pyramidalem Abschluss) auf Sockel mit abgefasten Ecken, Inschrift weitgehend verblasst oder verwittert | 08990082 |
| Direkt Bild zu diesem Denkmal hochladen | Bauernhaus über winkligem Grundriss mit Tordurchfahrt eines ehemaligen Vierseithofes | Ausbau 1 (Karte)                      | Um 1900                                   | Im Aussehen weitgehend original erhalten, aufwendig verziert, baugeschichtlich von Bedeutung. - Wohnhaus: eingeschossig mit Drempel, Backstein, Gliederungen in Fenstergewänden, Eckquaderungen, ornamentale Gesimsbänder, originale Fenster mit Verzierungen, Satteldach, Biberschwanz-Kronendeckung - Tordurchfahrt: Backsteinkorbbogen, Durchgang segmentbogig, Satteldach, Biberschwanz-Kronendeckung | 08990080 |
| Direkt Bild zu diesem Denkmal hochladen | Evangelische Pfarrkirche Sabrodt                                                     | Ausbau 4 (hinter) (Karte)             | Um 1900                                   | Backsteinbau mit dreigeschossigem Westturm und abgeknicktem Helmdach, baugeschichtlich und ortsgeschichtlich von Bedeutung. Kirche aus Backstein mit dreigeschossigem Westturm und abgeknicktem Helmdach, Schiff und Turm mit spitzbogigen Fenstern, Fenster mit alter Sprossung, altes Türblatt, Satteldach in Biberschwanz-Kronendeckung, im Innern altes Gestühl.                                      | 08990078 |
|                                         | Denkmal für die Gefallenen des Ersten und Zweiten Weltkrieges                        | Dorfstraße (Karte)                    | Nach 1918                                 | Ortsgeschichtlich von Bedeutung, obeliskartiger Aufbau aus Feldsteinen, dreistufiger Sockel, pyramidenförmiger Abschluss mit Adlerbekrönung, Inschriftentafeln für die Gefallenen des Ersten und Zweiten Weltkrieges aus schwarzem Granit mit golden ausgelegter Schrift | 08990077 |
| Direkt Bild zu diesem Denkmal hochladen | Wegestein                                                                            | Dorfstraße (Ecke Gosdaer Weg) (Karte) | 19. Jahrhundert                           | Verkehrsgeschichtlich von Bedeutung, Granitstele auf quadratischem Querschnitt, etwa 1,20 m hoch, mit flachpyramidalem Abschluss, Inschrift verwittert | 08990076 |
|                                         | Feldscheune eines Vierseithofes                                                      | Dorfstraße 23 (Karte)                 | 1. Hälfte 19. Jahrhundert, Drempel später | Ehemals regionaltypische Blockbauweise, guter Originalzustand, baugeschichtlich von Bedeutung, Backsteinsockel, Blockkasten mit Durchfahrt, altes Scheunentor, Westseite verbrettert, Drempel und Giebel verbrettert, hofseitiges Tor verdacht, Satteldach in Biberschwanz-Kronendeckung | 08990075 |
| Direkt Bild zu diesem Denkmal hochladen | Scheune eines Vierseithofes                                                          | Dorfstraße 52 (Karte)                 | 2. Hälfte 19. Jahrhundert                 | In der Konstruktion erhaltener Fachwerkbau, baugeschichtlich von Bedeutung, Fachwerk mit massivem Sockel, erneuertes Türblatt (hofseitig), Giebelseite verbrettert, andere Giebelseite Sichtfachwerk, Hofseite Biberschwanz-Kronendeckung | 08990079 |

## Seidewinkel
| Bild                                    | Bezeichnung                                                   | Lage                         | Datierung             | Beschreibung | ID       |
| --------------------------------------- | ------------------------------------------------------------- | ---------------------------- | --------------------- | --- | -------- |
| Direkt Bild zu diesem Denkmal hochladen | Bauernhaus eines Vierseithofes                                | Haska 7 (Karte)              | Um 1880               | Im Aussehen original erhaltener regionaltypischer Backsteinbau, baugeschichtlich von Bedeutung; zweigeschossig, deutsches Band, Erdgeschoss Rechteckfenster, Obergeschoss Segmentbogenfenster, zwei kleine Rundbogenfenster am Giebel, kleines blindes Lünettenfenster, Satteldach in Biberschwanz-Kronendeckung, Fenstersohlbänke erneuert; Hof nicht zugänglich | 08990072 |
|                                         | Denkmal für die Gefallenen des Ersten und Zweiten Weltkrieges | Zur Friedenseiche (Karte)    | Nach 1945             | Ortsgeschichtlich von Bedeutung, Denkmalsockel aus mehreren Granitstufen, Granitsockel mit Tafel der Namen der Toten des Ersten und Zweiten Weltkrieges, darüber ein oben spitz zulaufender Granitblock mit Inschrift aus Messingbuchstaben: „In ehrendem Gedenken der Toten“ und Weltkugelsymbol, darunter alte Inschrift erkennbar | 08990071 |
|                                         | Gedenkstein 1870/71 mit Friedenseiche                         | Zur Friedenseiche (Karte)    | Nach 1871             | Ortsgeschichtlich von Bedeutung, an die Friedenseiche gelehnter Gedenkstein mit der golden ausgelegten Inschrift: „Friedenseiche 1871“ | 08990070 |
| Direkt Bild zu diesem Denkmal hochladen | Bauernhaus eines Vierseithofes                                | Zur Friedenseiche 9 (Karte)  | Mitte 19. Jahrhundert | Im Aussehen weitgehend original erhaltener regionaltypischer Backsteinbau, Teil einer intakten Hofstruktur, baugeschichtlich von Bedeutung, eingeschossig mit Drempel, Backstein, Satteldach in Biberschwanz-Kronendeckung, Erdgeschoss straßenseitig mit alten Fenstern | 08990073 |
|                                         | Bauernhaus, Stall und Scheune eines Vierseithofes             | Zur Friedenseiche 15 (Karte) | Um 1890               | Regionaltypische Hofanlage, baugeschichtlich von Bedeutung, ortsbildprägend in Ecklage. - Wohnhaus: zweigeschossiger Putzbau mit Eckquaderung, Gesims, segmentbogigen Putzfachen, profilierten Sohlbänken und Durchfahrt, Satteldach in Biberschwanz-Kronendeckung, Fenster und Türen völlig erneuert - Stall: zweigeschossig, Backstein, Erdgeschoss der Giebelseite aus Feldsteinen, Stallfenster, Obergeschoss mit Holzschlagläden, Giebelseite Segmentbogenfenster, im Giebel zwei kleine Rundbogenfenster, dekoratives Sonnenmotiv, im Inneren zum Teil steinerne Gewölbe und zum Teil preußische Kappen - Scheune: eingeschossig mit Drempel, Backstein, zwei korbbogige Durchfahrtstore, Satteldach in Biberschwanz-Kronendeckung | 08990074 |

## Tätzschwitz
| Bild                                    | Bezeichnung                                             | Lage                                       | Datierung                                                                 | Beschreibung | ID       |
| --------------------------------------- | ------------------------------------------------------- | ------------------------------------------ | ------------------------------------------------------------------------- | --- | -------- |
| Direkt Bild zu diesem Denkmal hochladen | Scheune                                                 | Am Hochwald 17 (neben) (Karte)             | Ende 19. Jahrhundert                                                      | Eine der wenigen, ehemals regionaltypischen Scheunen in kombinierter Block-Fachwerk-Konstruktion, baugeschichtlich von Bedeutung; massiver Sockel, Fachwerk im unteren Bereich mit Holz ausgefacht, oberer Bereich mit Lehm und Staken ausgefacht, Giebel und hinterer Teil verbrettert, großes Holztor, Satteldach, mit verbrettertem Drempel; bis 2011 unter Am Hochwald 17a in der Denkmalliste, laut ALK-Daten keine Hausnummer vergeben | 08990020 |
|                                         | Evangelische Pfarrkirche und Denkmal                    | Am Wiesengrund (Karte)                     | 18. Jahrhundert                                                           | Kirche kleiner Putzbau mit Satteldach und Dachreiter, baugeschichtlich und ortsgeschichtlich von Bedeutung, Putzbau mit Segmentbogenfenstern und Anbau mit Pultdach an östlicher Giebelseite, Satteldach mit Dachreiter an der Westseite, hohes Pyramidendach; Denkmal auf Sockel in Form einer Kristallstufe, Baumsockel und darauf Helm mit Adlerrelief | 08990021 |
| Direkt Bild zu diesem Denkmal hochladen | Scheune und Taubenhaus eines Vierseithofes              | Am Wiesengrund 4 (Karte)                   | 2. Hälfte 19. Jahrhundert (Scheune); um 1890 (Taubenhaus)                 | Eine der wenigen, ehemals regionaltypischen, teilweise ausgeblockten Fachwerk-Scheunen, baugeschichtlich und wirtschaftsgeschichtlich von Bedeutung; Sockel massiv, unterer Teil ausgeblocktes Fachwerk, oberer Teil des Fachwerks mit Lehm-Staken ausgefacht, massiver Anbau an Giebelseite, andere Giebelseite vollständig verbrettert, Tordurchfahrt vermauert, verbretterter Drempel, flaches Satteldach in Biberschwanz-Kronendeckung; Hof mit Taubenhaus in Backstein, dreigeschossig, mit kleinem Satteldach                             | 08990022 |
| Direkt Bild zu diesem Denkmal hochladen | Scheune eines vierseitigen Kleinbauernhofes             | Am Wiesengrund 11 (Karte)                  | 2. Hälfte 19. Jahrhundert                                                 | In Lehmbauweise, singulär im Ort und im Kreis selten, baugeschichtlich von Bedeutung, kleine Scheune in Stampflehm mit großem Holztor, Satteldach in Biberschwanz-Kronendeckung | 08990025 |
| Direkt Bild zu diesem Denkmal hochladen | Scheune                                                 | Am Wiesengrund 16 (Karte)                  | Ende 19. Jahrhundert                                                      | Eine der wenigen, ehemals regionaltypischen Scheunen in kombinierter Block-Fachwerk-Konstruktion, baugeschichtlich von Bedeutung, massiver Sockel, Fachwerk im unteren Bereich mit Holz ausgefacht, oberer Bereich mit Lehm und Staken ausgefacht, Giebel und hinterer Teil verbrettert, großes Holztor, Satteldach | 08990016 |
| Direkt Bild zu diesem Denkmal hochladen | Spritzenhaus                                            | Lindenstraße (Karte)                       | Um 1900                                                                   | Backsteinbau mit Spritzenturm, ortsgeschichtlich von Bedeutung, eingeschossiger Backsteinbau mit Satteldach in Biberschwanz-Kronendeckung, Spritzenturm mit Haube in Biberschwanz-Kronendeckung | 08990023 |
|                                         | Denkmal für die Gefallenen des Ersten Weltkrieges       | Lindenstraße (Ecke Am Wiesengrund) (Karte) | Bezeichnet mit 1921                                                       | Ortsgeschichtlich von Bedeutung, auf drei Stufen sich erhebende Pyramide aus Sandsteinteilen mit kugelförmigem Abschluss, „Eisernes Kreuz“ und Ehrenkranz als Relief, die Namen der Toten auf schwarzer Steinplatte | 08990015 |
| Direkt Bild zu diesem Denkmal hochladen | Bauernhaus, Scheune und Auszugshaus eines Dreiseithofes | Wiesenweg 13 (Karte)                       | Um 1900 (Bauernhaus); 2. Hälfte 19. Jahrhundert (Auszugshaus und Scheune) | Teil der alten Ortsstruktur, seltene Fachwerkscheune, baugeschichtlich und wirtschaftsgeschichtlich von Bedeutung. - Bauernhaus: massiv, Backstein, eingeschossig mit Drempel, Satteldach mit Biberschwanz-Kronendeckung, im hinteren Teil Durchfahrt - Scheune: eingeschossig, Fachwerk, Hofseite verbrettert mit großen Hoftoren, Satteldach mit Biberschwanz-Kronendeckung - Auszugshaus: eingeschossig Backstein, teilweise Feldsteine, Segmentbogentüren und -Fenster, Fenster mit alter Sprossung, Satteldach, Biberschwanz-Kronendeckung | 08990026 |

## Ehemalige Denkmäler

### Ehemaliges Denkmal (Bluno)
| Bild                                    | Bezeichnung                 | Lage              | Datierung                 | Beschreibung | ID       |
| --------------------------------------- | --------------------------- | ----------------- | ------------------------- | --- | -------- |
| Direkt Bild zu diesem Denkmal hochladen | Scheune eines Vierseithofes | Dorfaue 5 (Karte) | 1. Hälfte 19. Jahrhundert | Seltenes Beispiel für Fachwerk im Ort, baugeschichtlich von Bedeutung, wissenschaftlich-dokumentarischer Wert; zwischen 2011 und 2014 abgerissen | 08990007 |

### Ehemaliges Denkmal (Geierswalde)
| Bild                                    | Bezeichnung                                  | Lage                  | Datierung                 | Beschreibung | ID       |
| --------------------------------------- | -------------------------------------------- | --------------------- | ------------------------- | --- | -------- |
| Direkt Bild zu diesem Denkmal hochladen | Auszugshaus und Torbogen eines Vierseithofes | Landstraße 7 (Karte)  | 2. Hälfte 19. Jahrhundert | Eingeschossiger Putzbau mit geschwungenem Torbogen, Teil der alten Ortsstruktur, regionaltypisch, baugeschichtlich von Bedeutung; nach 2014 von Denkmalliste gestrichen | 08990030 |
| Direkt Bild zu diesem Denkmal hochladen | Scheune eines Dreiseithofes                  | Windspitze 11 (Karte) | 2. Hälfte 19. Jahrhundert | Eine der wenigen regionaltypischen Fachwerk-Blockscheunen, baugeschichtlich von Bedeutung, Sockel massiv, Fachwerk unterer Teil ausgeblockt, oberer Teil mit Lehmstaken ausgefacht, großes Scheunentor aus Holz, Satteldach in Biberschwanz-Kronendeckung. Abbruchgenehmigung vom 16. Dezember 2004. Zwischen 2017 und 2024 aus der Denkmalliste gestrichen. | 08990029 |

### Ehemaliges Denkmal (Neuwiese-Bergen)
| Bild | Bezeichnung | Lage                              | Datierung | Beschreibung                                                                             | ID       |
| ---- | ----------- | --------------------------------- | --------- | ---------------------------------------------------------------------------------------- | -------- |
|      | Mühlrad     | Elstergrund 56 (Neuwiese) (Karte) | Nach 1900 | Technikgeschichtlich von Bedeutung, unterschlächtiges Mühlrad mit Holzwelle und -streben | 08990058 |

### Ehemaliges Denkmal (Seidewinkel)
| Bild | Bezeichnung                                           | Lage                        | Datierung | Beschreibung | ID       |
| ---- | ----------------------------------------------------- | --------------------------- | --------- | --- | -------- |
|      | Bauernhaus und zwei Seitengebäude eines Vierseithofes | Zur Friedenseiche 2 (Karte) | Um 1880   | Ortsbildprägend an der Friedenseiche, im Aussehen weitgehend original erhaltene regionaltypische Backsteinbauten, baugeschichtlich und wirtschaftsgeschichtlich von Bedeutung. - Wohnhaus: zweigeschossig, Backstein, Bandgliederung, Satteldach in Biberschwanz-Kronendeckung - 1. Seitengebäude: mit Durchfahrt, eingeschossig mit Drempel, Segmentbogenfenster, Bandgliederung, korbbogenförmige Durchfahrt und segmentbogiger Durchgang, Satteldach in Biberschwanz-Kronendeckung - 2. Seitengebäude: eingeschossig, Backstein mit Drempel, Bandgliederung, Satteldach in Biberschwanz-Kronendeckung, Erdgeschoss-Fenster der Straßenseite leicht vergrößert Im Sommer 2022 abgerissen. | 08990069 |

### Ehemaliges Denkmal (Tätzschwitz)
| Bild                                    | Bezeichnung                    | Lage                    | Datierung | Beschreibung | ID       |
| --------------------------------------- | ------------------------------ | ----------------------- | --------- | --- | -------- |
| Direkt Bild zu diesem Denkmal hochladen | Bauernhaus eines Zweiseithofes | Lindenstraße 14 (Karte) | Um 1890   | Backsteinbau mit Drempel, in gutem Originalzustand, Beispiel einfacher ländlicher Bebauung, baugeschichtlich von Bedeutung; zwischen 2011 und 2015 abgerissen | 08990024 |

## Tabellenlegende
- Bild: Bild des Kulturdenkmals, ggf. zusätzlich mit einem Link zu weiteren Fotos des Kulturdenkmals im Medienarchiv Wikimedia Commons. Wenn man auf das Kamerasymbol klickt, können Fotos zu Kulturdenkmalen aus dieser Liste hochgeladen werden:
- Bezeichnung: Denkmalgeschützte Objekte und ggf. Bauwerksname des Kulturdenkmals
- Lage: Straßenname und Hausnummer oder Flurstücknummer des Kulturdenkmals. Die Grundsortierung der Liste erfolgt nach dieser Adresse. Der Link (Karte) führt zu verschiedenen Kartendiensten mit der Position des Kulturdenkmals. Fehlt dieser Link, wurden die Koordinaten noch nicht eingetragen. Sind diese bekannt, können sie über ein Tool mit einer Kartenansicht einfach nachgetragen werden. In dieser Kartenansicht sind Kulturdenkmale ohne Koordinaten mit einem roten bzw. orangen Marker dargestellt und können durch Verschieben auf die richtige Position in der Karte mit Koordinaten versehen werden. Kulturdenkmale ohne Bild sind an einem blauen bzw. roten Marker erkennbar.
- Datierung: Baubeginn, Fertigstellung, Datum der Erstnennung oder grobe zeitliche Einordnung entsprechend des Eintrags in der sächsischen Denkmaldatenbank
- Beschreibung: Kurzcharakteristik des Kulturdenkmals entsprechend des Eintrags in der sächsischen Denkmaldatenbank, ggf. ergänzt durch die dort nur selten veröffentlichten Erfassungstexte oder zusätzliche Informationen
- ID: Vom Landesamt für Denkmalpflege Sachsen vergebene, das Kulturdenkmal eindeutig identifizierende Objekt-Nummer. Der Link führt zum PDF-Denkmaldokument des Landesamtes für Denkmalpflege Sachsen. Bei ehemaligen Kulturdenkmalen können die Objektnummern unbekannt sein und deshalb fehlen bzw. die Links von aus der Datenbank entfernten Objektnummern ins Leere führen. Ein ggf. vorhandenes Icon  führt zu den Angaben des Kulturdenkmals bei Wikidata.